# Sonde d'oscilloscope
Une sonde d'oscilloscope est un accessoire nécessaire pour effectuer une mesure avec cet appareil de mesure. Elle est formée d'un câble coaxial, dont l'extrémité destinée à la mesure est terminée par une pointe conductrice permettant de mesurer des signaux électriques, alors que l'autre extrémité est munie d'un connecteur de type BNC mâle se connectant sur l'oscilloscope. On peut trouver des sondes permettant de mesurer d'autres grandeurs physiques (température, pression...).

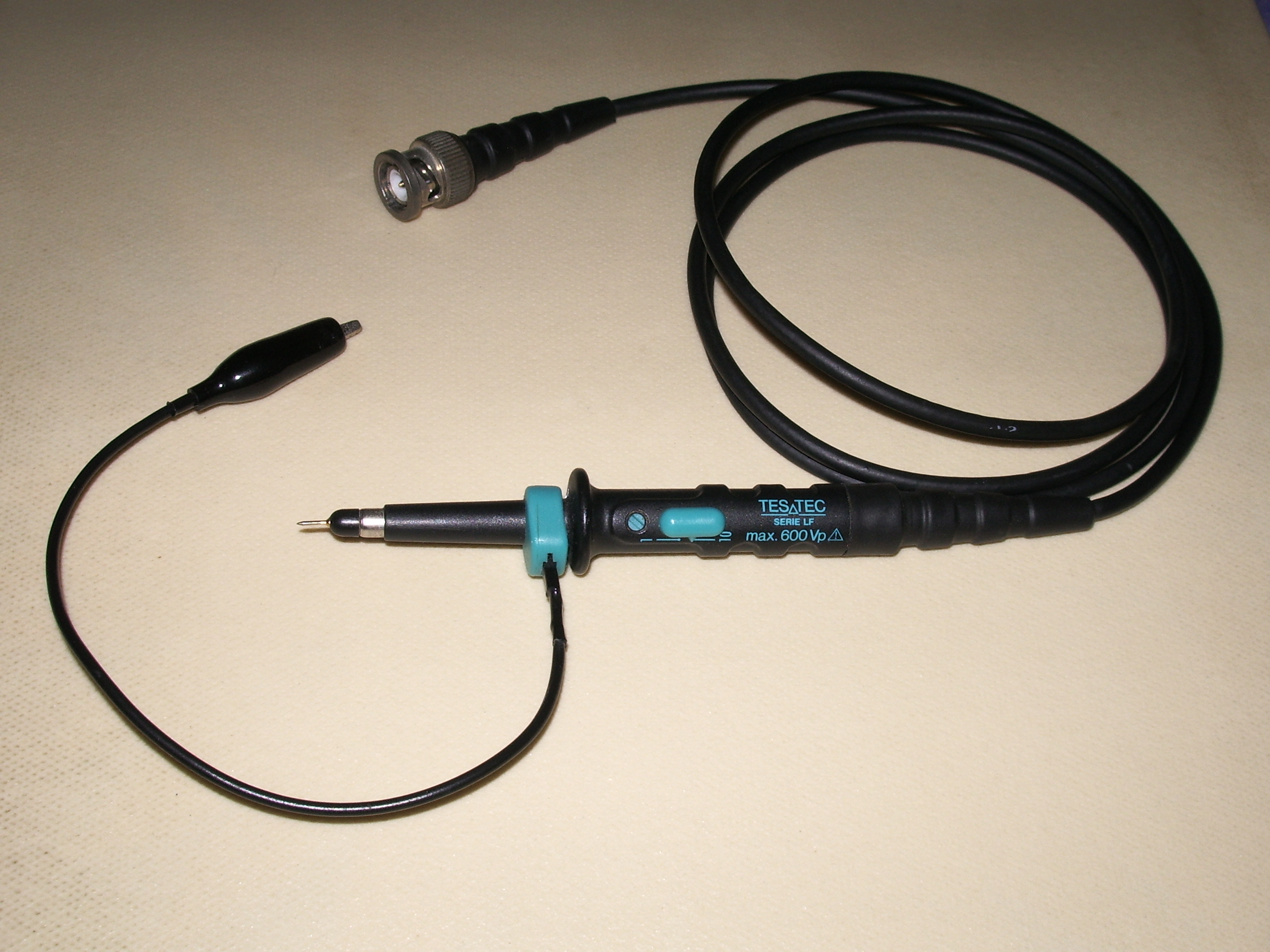
Une sonde passive.

## Classification

### Sonde passive
Une sonde passive est un simple câble caractérisée par des éléments passifs (Résistance, inductance, capacité). On distingue les sondes directes, qui peuvent être modélisées par une capacité parallèle, et les sondes réductrices (x10, x20, x100...) qui divisent (par 10, 20, 100), celles-ci présentent une capacité et une résistance en parallèle. Elles sont utilisées pour diviser les tensions à mesurer et diminuer les perturbations sur la mesure, l'impédance équivalente de l'ensemble de mesure étant augmentée.

### Sonde active
Une sonde active présente un ou plusieurs composants pré-amplificateurs, au plus proche du point de mesure, pour diminuer les perturbations en HF.

### Sonde de courant
Une sonde de courant permet une mesure de courant par génération de son image en tension. Cette transformation est généralement faite par couplage magnétique, soit de manière passive (transformateur de courant), soit de manière active (capteur de courant à effet Hall). L'avantage de la seconde méthode est de pouvoir mesurer des courants continus.

## Fabricants
- Tektronix
- HP
- Hameg
- Rohde & Schwarz